# Osain
| Farben | alle Farben |
| Zahlen | 101         |

Osain (Osayin, Òsányìn, Ossaim) ist in der Religion der Yoruba der Orisha der Berge und Pflanzen, vor allem der Heilkräuter und verleiht den Pflanzen ihre heilende oder magische Potenz.